# Fernand Préfontaine
Fernand Préfontaine né le 18 janvier 1888 et mort le 10 janvier 1949 à Montréal est un photographe, architecte et critique d'art.

## Biographie
En 1911, il étudie en architecture à l'École Polytechnique de Montréal. En 1918, il fonde à Montréal, la revue multidisciplinaire «Le Nigog» préconisant l'art pour l'art, avec l'écrivain Robert de Roquebrune et le musicien Léo-Pol Morin. En 1919, il complète des études en archéologie et en histoire de l'art à l'École des Beaux-Arts et l'École du Louvre, Paris, France.